# 2022–2023-as szaúd-arábiai labdarúgó-bajnokság (első osztály)
A 2022–2023-as Szaúd-Arábiai Pro League (más néven Roshn Saudi League) volt a 47. alkalommal megrendezett, legmagasabb szintű labdarúgó-bajnokság Szaúd-Arábiában. A pontvadászat 2022. augusztus 25-én kezdődött és 2023. május 31-én ért véget.
A címvédő az el-Hilál volt. A bajnoki címet az el-Áttihád csapata szerezte meg, a bajnokság történetében kilencedjére.

## Csapatváltozások
| Feljutott az első osztályba   | Kiesett a másodosztályba     |
| ----------------------------- | ---------------------------- |
| el-Halídzs el-Ádalah el-Vahda | el-Fajszalí el-Áhlí el-Hazem |

## Részt vevő csapatok
| Csapat     | Székhely       | Stadion                                                        | Befogadóképesség1 |
| ---------- | -------------- | -------------------------------------------------------------- | ----------------- |
| Abhá       | Abhá           | Szultán bin Abdul-Ázíz Herceg Stadion                          | 20 000            |
| el-Ádalah  | al-Ahszá       | Abdulláh bin Dzsalavi Herceg Stadion                           | 26 000            |
| el-Bátin   | Hafar el-Bátin | El-Bátin Club Stadion                                          | 6 000             |
| el-Áttifák | Dammám         | Mohamed bin Fahd Herceg Stadion                                | 35 000            |
| el-Fateh   | al-Ahszá       | Prince Abdullah bin Dzsalavi Stadion                           | 26 000            |
| el-Fajhá   | el-Madzsmaha   | El-Madzsmaha Sportváros                                        | 7 000             |
| el-Hilál   | Rijád          | Fahd Király Nemzetközi Stadion Prince Faiszál bin Fahd Stadion | 62 685 22 500     |
| el-Áttihád | Dzsidda        | King Abdullah Sports City                                      | 62 345            |
| el-Halídzs | Szaíhát        | Mohamed bin Fahd Herceg Stadion                                | 35 000            |
| en-Naszr   | Rijád          | al-Avval Park                                                  | 25 000            |
| er-Ráíd    | Burajdah       | Abdulláh Király Sportváros Stadion                             | 25 000            |
| es-Sabáb   | Rijád          | Faiszál bin Fahd Herceg Stadion                                | 22 500            |
| et-Távun   | Burajdah       | Abdulláh Király Sportváros Stadion Et-Távun Club Stadion       | 25 000 5 961      |
| et-Tájí    | Háíl           | Abdul-Ázíz bin Muszaed Herceg Stadion                          | 12 000            |
| el-Vahda   | Mekka          | Abdul-Ázíz Király Stadion                                      | 38 000            |
| Damak      | Hamísz Musaít  | Szultán bin Abdul-Ázíz Herceg Stadion Damak Club Stadion       | 20 000 4 500      |

### Személyek és támogatók
| Csapat     | Vezetőedző                   | Csapatkapitány        | Mezgyártó       | Mezszponzor                                                                            |      |              |                  |         |                                                        |
| ---------- | ---------------------------- | --------------------- | --------------- | -------------------------------------------------------------------------------------- | ---- | ------------ | ---------------- | ------- | ------------------------------------------------------ |
| Csapat     | Vezetőedző                   | Csapatkapitány        | Mezgyártó       | Mezszponzor                                                                            | Abhá | Roel Coumans | Abdulláh al-Zórí | Offside | Hayat National Hospital, Tameeni, Yelo, Mezaj Maghribi |
| el-Ádalah  | Martin Ševela                | Abdulláh al-Júszef    | —               | Tameeni, Yelo, Alnadeg                                                                 |      |              |                  |         |                                                        |
| el-Bátin   | Zdravko Logarušić            | Martín Campaña        | Zeus            | Tameeni, Almaali Hospital                                                              |      |              |                  |         |                                                        |
| el-Áttifák | Antonio Cazorla (ideiglenes) | Mohammed al-Kuvaíkibi | Offside         | Alomar Furniture, Kammelna, Sky Ways, Tameeni, Saudi German Hospital, Shgardi, Tarmeem |      |              |                  |         |                                                        |
| el-Fateh   | Jórgosz Donisz               | Mohammed al-Fuhajd    | Offside         | Al-Jabr Finance, Fuschia, Tameeni, Al Kifah Holding, Almoosa Hospital                  |      |              |                  |         |                                                        |
| el-Fajhá   | Vuk Rašović                  | Számi al-Káibari      | Offside         | Al-Romaih Investment, Tameeni, Afaq Al Arabya                                          |      |              |                  |         |                                                        |
| el-Hilál   | Emiliano Díaz                | Szalmán al-Farádzs    | S Team          | BLU Store, Jahez, Tawuniya, Floward, Shawarmer                                         |      |              |                  |         |                                                        |
| el-Áttihád | Nuno Espírito Santo          | Marcelo Grohe         | Nike            | Darco, SAL, Emkan, Tameeni, Yelo, Oud Al-Amoudi                                        |      |              |                  |         |                                                        |
| el-Halídzs | Pedro Emanuel                | Abdulláh al-Hárbi     | Laser           | Tameeni, Yelo, Locate                                                                  |      |              |                  |         |                                                        |
| en-Naszr   | Dinko Jeličić (ideiglenes)   | Cristiano Ronaldo     | Duneus          | Shurfah, Harrys Pizza                                                                  |      |              |                  |         |                                                        |
| er-Ráíd    | Marius Șumudică              | Szultán al-Farhán     | Challenge       | Alomar Furniture, Azom, Alsaif Gallery, Shawarma King, Tahaluf Capital, B-Care, Qaid   |      |              |                  |         |                                                        |
| es-Sabáb   | Vicente Moreno               | Éver Banega           | Offside         | Almozaini, Half Million, Mekyal, Azom, Bandar Real Estate                              |      |              |                  |         |                                                        |
| et-Távun   | Péricles Chamusca            | Naldo                 | Skillano        | Mu4hela Cafe, Tameeni, Alnadeg, Hayat National Hospital, Alsaif Gallery                |      |              |                  |         |                                                        |
| et-Tájí    | José Pedro Barreto           | Abdulázíz al-Harábi   | RightAway Sport | Mashar, Tameeni, Abar, Qaid                                                            |      |              |                  |         |                                                        |
| el-Vahda   | José Luis Sierra             | Waleed Bakshween      | Erreà           | FG Sports, Tameeni, Yelo, Al Tazaj, Vveyon, Qaid                                       |      |              |                  |         |                                                        |
| Damak      | Cosmin Contra                | Farouk Chafaï         | Skillano        | Bin Thaliba, Mustasharak Hospital, Qaid, Lateen                                        |      |              |                  |         |                                                        |

### Vezetőedző-váltások
| Csapat     | Távozó edző         | Ok                                    | Dátum             | Poz.      | Érkező edző                     | Dátum             |
| ---------- | ------------------- | ------------------------------------- | ----------------- | --------- | ------------------------------- | ----------------- |
| el-Halídzs | Káled al-Marzóq     | lejárt az ideiglenes edzői szerződése | 2022. június 1.   | Előszezon | Pedro Emanuel                   | 2022. július 3.   |
| el-Vahda   | Habíb ben Romdzsáne | lejárt az edzői szerződése            | 2022. június 1.   | Előszezon | Bruno Akrapović                 | 2022. június 14.  |
| Abhá       | Martin Ševela       | lejárt az edzői szerződése            | 2022. június 28.  | Előszezon | Sven Vandenbroeck               | 2022. július 16.  |
| el-Áttihád | Cosmin Contra       | lejárt az edzői szerződése            | 2022. június 28.  | Előszezon | Nuno Espírito Santo             | 2022. július 4.   |
| en-Naszr   | Miguel Ángel Russo  | lejárt az edzői szerződése            | 2022. június 28.  | Előszezon | Rudi Garcia                     | 2022. június 28.  |
| er-Ráíd    | Júszuf al-Gadír     | lejárt az edzői szerződése            | 2022. június 28.  | Előszezon | Marius Șumudică                 | 2022. június 30.  |
| es-Sabáb   | Marius Șumudică     | lejárt az edzői szerződése            | 2022. június 28.  | Előszezon | Vicente Moreno                  | 2022. július 28.  |
| et-Tájí    | José Luis Sierra    | lejárt az edzői szerződése            | 2022. június 28.  | Előszezon | Pepa                            | 2022. július 19.  |
| et-Távun   | Mohammed al-Abdálí  | lejárt az ideiglenes edzői szerződése | 2022. június 28.  | Előszezon | Péricles Chamusca               | 2022. június 29.  |
| Abhá       | Sven Vandenbroeck   | menesztették                          | 2022. október 8.  | 14.       | Roel Coumans                    | 2022. október 30. |
| el-Vahda   | Bruno Akrapović     | közös megegyezés                      | 2022. október 20. | 12.       | José Luis Sierra                | 2022. október 20. |
| el-Ádalah  | Júszef al-Mannáj    | menesztették                          | 2022. október 22. | 13.       | Martin Ševela                   | 2022. október 23. |
| et-Tájí    | Pepa                | menesztették                          | 2023. január 22.  | 9.        | Mirel Rădoi                     | 2023. január 22.  |
| el-Bátin   | Alen Horvat         | menesztették                          | 2023. február 19. | 16.       | Zdravko Logarušić               | 2023. február 19. |
| el-Áttifák | Patrice Carteron    | közös megegyezés                      | 2023. február 26. | 12.       | Antonio Cazorla (ideiglenes)    | 2023. február 26. |
| Damak      | Krešimir Režić      | menesztették                          | 2023. március 6.  | 9.        | Cosmin Contra                   | 2023. március 6.  |
| en-Naszr   | Rudi Garcia         | közös megegyezés                      | 2023. április 13. | 2.        | Dinko Jeličić (ideiglenes)      | 2023. április 13. |
| el-Hilál   | Ramón Díaz          | lemondott                             | 2023. május 14.   | 4.        | Emiliano Díaz (ideiglenes)      | 2023. május 14.   |
| et-Tájí    | Mirel Rădoi         | menesztették                          | 2023. május 18.   | 7.        | José Pedro Barreto (ideiglenes) | 2023. május 18.   |

## A bajnokság végeredménye
| Hely. | Csapat     | M  | Gy | D | V  | G+ | G– | Gk  | P  | Továbbjutás vagy kiesés                                                                           |
| ----- | ---------- | -- | -- | - | -- | -- | -- | --- | -- | ------------------------------------------------------------------------------------------------- |
| 1.    | el-Áttihád | 30 | 22 | 6 | 2  | 60 | 13 | +47 | 72 | A szezon bajnoka, kvalifikált az AFC Bajnokok ligája csoportkörébe és a FIFA-klubvilágbajnokságra |
| 2.    | en-Naszr   | 30 | 20 | 7 | 3  | 63 | 18 | +45 | 67 | AFC BL, rájátszás                                                                                 |
| 3.    | el-Hilál   | 30 | 17 | 8 | 5  | 54 | 29 | +25 | 59 | AFC BL, csoportkör                                                                                |
| 4.    | es-Sabáb   | 30 | 17 | 5 | 8  | 57 | 33 | +24 | 56 |                                                                                                   |
| 5.    | et-Távun   | 30 | 16 | 7 | 7  | 46 | 34 | +12 | 55 |                                                                                                   |
| 6.    | el-Fateh   | 30 | 13 | 4 | 13 | 48 | 43 | +5  | 43 |                                                                                                   |
| 7.    | el-Áttifák | 30 | 10 | 7 | 13 | 28 | 36 | −8  | 37 |                                                                                                   |
| 8.    | Damak      | 30 | 9  | 9 | 12 | 33 | 43 | −10 | 36 |                                                                                                   |
| 9.    | et-Tájí    | 30 | 10 | 4 | 16 | 41 | 49 | −8  | 34 |                                                                                                   |
| 10.   | er-Ráíd    | 30 | 9  | 7 | 14 | 41 | 49 | −8  | 34 |                                                                                                   |
| 11.   | el-Fajhá   | 30 | 8  | 9 | 13 | 31 | 43 | −12 | 33 | AFC BL, csoportkör                                                                                |
| 12.   | Abhá       | 30 | 10 | 3 | 17 | 33 | 52 | −19 | 33 |                                                                                                   |
| 13.   | el-Vahda   | 30 | 8  | 8 | 14 | 26 | 43 | −17 | 32 |                                                                                                   |
| 14.   | el-Halídzs | 30 | 9  | 4 | 17 | 30 | 44 | −14 | 31 |                                                                                                   |
| 15.   | el-Ádalah  | 30 | 7  | 7 | 16 | 30 | 56 | −26 | 28 | Kiesett a másodosztályba                                                                          |
| 16.   | el-Bátin   | 30 | 5  | 5 | 20 | 27 | 63 | −36 | 20 | Kiesett a másodosztályba                                                                          |

## Statisztika

### Góllövőlista
| # | Játékos              | Klub       | Gólok |
| - | -------------------- | ---------- | ----- |
| 1 | Abdálrazák Hamdállah | el-Áttihád | 21    |
| 2 | Talisca              | en-Naszr   | 20    |
| 3 | Odion Ighalo         | el-Hilál   | 19    |
| 4 | Firász al-Burajkán   | el-Fateh   | 17    |
| 5 | Cristiano Ronaldo    | en-Naszr   | 14    |
| 6 | Cristian Guanca      | es-Sabáb   | 13    |
| 6 | Romarinho            | el-Áttihád | 13    |
| 8 | Carlos               | es-Sabáb   | 12    |
| 9 | Mohamed Fúzáír       | er-Ráíd    | 11    |
| 9 | Aaron Boupendza      | es-Sabáb   | 11    |

### Gólpasszok
| # | Játékos           | Klub       | Gólpasszok |
| - | ----------------- | ---------- | ---------- |
| 1 | Kaku              | et-Távun   | 15         |
| 2 | Igor Coronado     | el-Áttihád | 13         |
| 3 | Knowledge Musona  | et-Tájí    | 9          |
| 4 | Fayçal Fajr       | el-Vahda   | 8          |
| 5 | Múrád Batna       | el-Fateh   | 7          |
| 5 | Abdulrahmán Garíb | en-Naszr   | 7          |

### Mesterhármast elérő játékosok
| Játékos                         | Csapat     | Ellenfél   | Végeredmény | Dátum              |
| ------------------------------- | ---------- | ---------- | ----------- | ------------------ |
| Knowledge Musona                | et-Tájí    | el-Halídzs | 3–0 (H)     | 2022. október 6.   |
| Talisca                         | en-Naszr   | er-Ráíd    | 4–1 (I)     | 2022. december 16. |
| Cristiano Ronaldo (4 gólt lőtt) | en-Naszr   | el-Vahda   | 4–0 (I)     | 2023. február 9.   |
| Cristiano Ronaldo               | en-Naszr   | Damak      | 3–0 (I)     | 2023. február 25.  |
| Abdálrazák Hamdállah            | el-Áttihád | el-Fateh   | 5–1 (I)     | 2023. március 18.  |
| Karim el-Berkaúí                | er-Ráíd    | el-Bátin   | 3–1 (H)     | 2023. május 2.     |
| Mohamed Fúzáír                  | er-Ráíd    | Damak      | 5–0 (H)     | 2023. május 15.    |
| Aaron Boupendza (4 gólt lőtt)   | es-Sabáb   | Damak      | 4–1 (I)     | 2023. május 31.    |

- H = hazai pályán; I = idegenben

## Hónap játékosa díj a Szaúd-arábiai Pro League-ben
| Hónap                   | Hónap játékosa     | Hónap játékosa |
| Hónap                   | Játékos            | Klub           |
| ----------------------- | ------------------ | -------------- |
| Augusztus és szeptember | Cristian Guanca    | es-Sabáb       |
| Október                 | Luiz Gustavo       | en-Naszr       |
| December                | Kaku               | et-Távun       |
| Január                  | Szálem al-Davszarí | el-Hilál       |
| Február                 | Cristiano Ronaldo  | en-Naszr       |
| Március                 | Igor Coronado      | el-Áttihád     |
| Április                 | Múrád Batna        | el-Fateh       |
| Május                   | Morato             | el-Halídzs     |